# Георги Мотев
Георги Цветанов Мотев е български офицер, контраадмирал (генерал-майор).

## Биография
Роден е на 21 февруари 1957 г. в Горна Оряховица. През 1976 г. завършва Професионална гимназия по електротехника и електроника „М. В. Ломоносов“ в родния си град. Между 1976 и 1981 г. учи във Висшето военноморско училище „Никола Вапцаров“ във Варна. Службата му започва като помощник-командир на минен заградител в седми отделен дивизион десантни кораби. От 1982 до 1984 г. е командир на минния заградител в същия дивизион. Между 1984 и 1988 г. е командир на среден десантен кораб в седми отделен дивизион минни заградители. От 1988 г. е началник-щаб на дивизиона. През 1989 г. заминава да учи във Военноморската академия в Русия. Там остава до 1991 г., след което се завръща и е назначен за Помощник-началник щаб по разузнаването на военноморска база Бургас. От 1992 до 1998 година е Началник на щаба на 7 дивизион минни заградители във военноморска база Бургас. От 1998 до 1999 г. е командир на 6 дивизион миночистачни кораби в същата база. През 1999 г. е определен за заместник-началник на щаба на Военноморска база Бургас. През 2003 г. завършва Военната академия в София. След това е назначен за заместник-командир на военноморска база Бургас по подготовка на силите. На този пост остава до 2004 г., когато е назначен за Началник на управление „Подготовка и използване на силите“ в Щаба на Военноморските сили.
На 4 май 2005 г. е назначен за командир на Военноморска база – Бургас., като на 25 април 2006 г. е преназначен на същата длъжност, считано от 1 юни 2006 г. и удостоен с висше офицерско звание бригаден адмирал.. На 1 юли 2009 г. е назначен на длъжността командир на Военноморската база – Бургас и удостоен с висше офицерско звание комодор. На 24 ноември 2011 г. е освободен от длъжността командир на Военноморската база – Бургас и назначен на длъжността заместник-командир на Военноморските сили, считано от 1 декември 2011 г.
На 17 октомври 2012 г. комодор Георги Мотев е освободен от длъжността заместник-командир на Военноморските сили, назначен на длъжността заместник-командващ на Съвместното командване на силите и удостоен с висше офицерско звание контраадмирал, считано от 1 декември 2012 г. На 28 април 2014 г. контраадмирал Георги Мотев е назначен за временно изпълняващ задълженията на вакантната длъжност командващ на Съвместното командване на силите на силите, считано от 17 септември 2014 г.
С указ № 18 от 16 февруари 2015 г. контраадмирал Георги Мотев е освободен от длъжността заместник-командващ на Съвместното командване на силите и от военна служба, считано от 21 февруари 2015 г. С указ № 34 от 11 март 2015 г. е награден с орден „За военна заслуга“ първа степен за големите му заслуги за развитието на Българската армия. Снет на 21 февруари 2020 г. от запаса поради навършване на пределна възраст за генерали 63 г.

## Военни звания
- Лейтенант (1981)
- Старши лейтенант (1984)
- Капитан-лейтенант (1988)
- Капитан III ранг (1993)
- Капитан II ранг (1996)
- Капитан I ранг (1999)
- Бригаден адмирал (25 април 2006), 1 юли 2009 е преименувано на комодор
- Контраадмирал (1 декември 2012)

## Награди
- Награден знак „За вярна служба под знамената“ – IIІ степен
- Почетен знак „Свети Георги“ – II степен
- орден „За военна заслуга“ първа степен (11 март 2015)